# Fatemeh Nemati
Fatemeh Nemati (16 de septiembre de 1985) es una deportista iraní que compitió en taekwondo. Ganó una medalla de oro en el Campeonato Asiático de Taekwondo de 2008 en la categoría de –47 kg.

## Palmarés internacional
| Campeonato Asiático | Campeonato Asiático | Campeonato Asiático | Campeonato Asiático |
| Año                 | Lugar               | Medalla             | Categoría           |
| ------------------- | ------------------- | ------------------- | ------------------- |
| 2008                | Luoyang (China)     | Medalla de oro      | –47 kg              |